# Robotică educativă
Robotica educativă este un mediu de învățare în care persoanele implicate sunt motivate de proiectare și construcție de creatii proprii(obiecte care au caracteristici similare cu cele ale vieții umane sau animale). Aceste creații sunt prezentate în primă instanță într-o formă mentală și mai târziu în formă fizică, care sunt construite cu diferite tipuri de materiale și controlate de un sistem informatic (microchips), așa numitele prototipuri sau simulări.

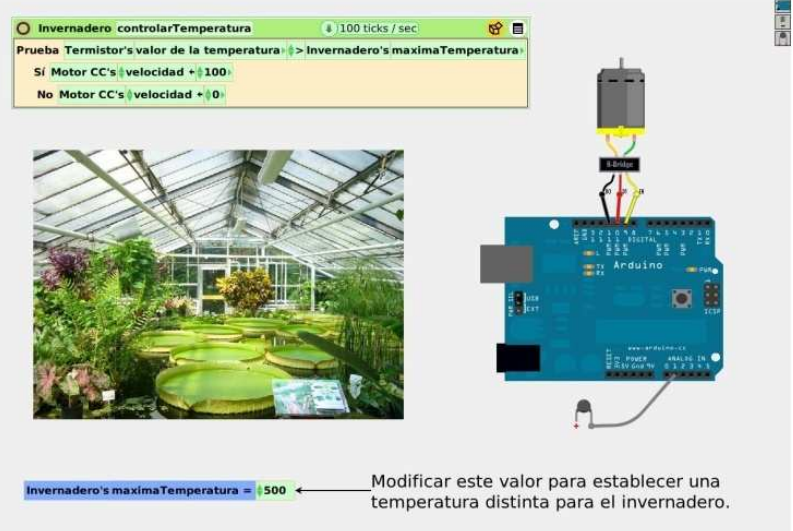
Proiect simplu de seră pentru copii în Etoys cu Physical Etoys

Când s-a inceput acest mediu de învățare, aceste creații erau făcute din materiale ușor de găsit, fie din lemn, cupru sau orice alt material ușor de modelat.

## Definiție

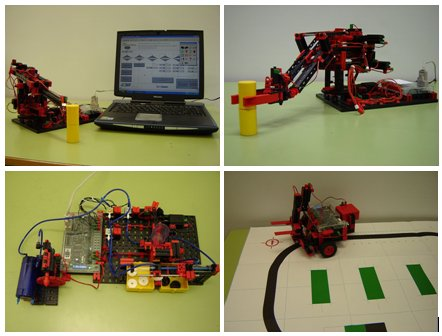
Exemplu de robots educativă controlaţi de un PC, de următoarele tipuri: braţ industrial articulat, pneumatice și tracker stația mobilă, utilizate în sala de clasă.

Este o serie de activități educaționale care susțin să consolideze domenii specifice de cunoștințe și abilități dezvoltate în studenți prin proiectarea, crearea, asamblarea și operarea de roboți.

Scopul predarii de Robotică, este de a realiza o adaptare a studenților în procesele de producție curente, unde automatizarea (tehnologie care este legat de utilizarea sistemelor mecanice, electronice și calculator, în funcționare și control al producției) joacă un rol foarte important. Cu toate acestea robotica este considerată un sistem dincolo de o aplicație de lucru obișnuită.
Altceva menționat în studiul de robotica, este nevoie de o relație perfectă între software și hardware al robotului creat, din moment ce mișcările care fac acest robot este o legătură între cea fizică (hardware) și logică (software).

## Origine
Robotica educativă se concentrează în principal în crearea unui robot pentru unicul scop de a dezvolta mult mai practic și didactic abilitățile motore și cognitive ale celor care le folosesc. 
Această abordare este menită să stimuleze interesul în științei dure și a motiva o activitate sănătoasă. În plus, copilul care practică astfel de activități va dezvolta abilitățile sociale, învățând să lucreze în echipă.

## Faze
Avem idea de a construi un robot folosind cabluri și echipamente pentru a face acest lucru în viața reală, dar nu este așa, pentru că în robotica educativă se pretinde inițial a crea un robot simulat pe calculator, se face cu programe speciale, cum ar fi xlogo (folosind o versiune gratuită), care efectuează o simulare în care se poate vede dacă robotul este realizabil sau nu în realitate. Având parte din prototip în calculator, se stabilește rolul și funcțiile ce va avea respectivul robot, pentru mici sarcini (cum ar fi de exemmplu curățirea automatică al unor obiecte), se vede pe ecran modul în care arată acest robot. Apoi se va proceda tăierea și confecționarea de materiale pentru al fabrica în realitate.
Ajunși în acest punct, sunt utilizate diferite materiale, cum ar fi sistemele de Lego, Multiplo sau Robo-Ed, sau unele materiale inusuale de lângă casă (cum ar fi cutii de carton și circuite). Se pot utiliza, de asemenea, materialede o calitate superioară de unele metale sau alți derivați.

## Obiective
- Pentru a fi mult mai ordonat.

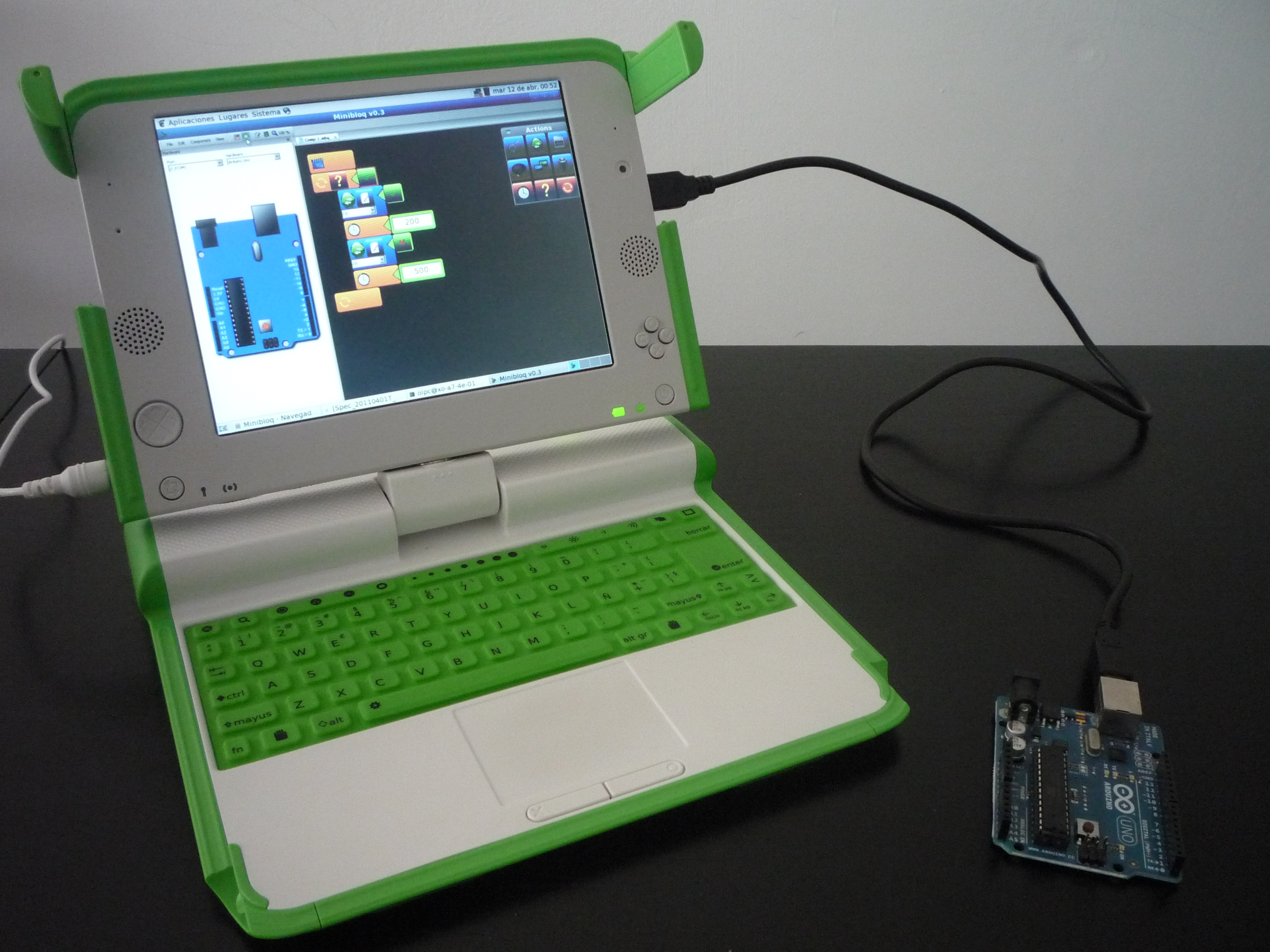
Minibloc + OLPC + Arduino.

- Promovarea de experimente, în cazul în care greșeala este o parte din învățare și auto-descoperire.
- A fi mai responsabil cu lucrurile.
- Dezvoltarea și mobilitate în mâini.
- Dezvoltarea cunoștințelor.
- Dezvoltarea abilităților de grup, care permite oamenilor de a se socializa.
- Dezvoltarea abilităților lor creative.
- Abilitatea de a observa fiecare detaliu.
- Dezvoltarea de învățare într-un mod distractiv.